# Philophobia
 (mars 2023).
Si vous disposez d'ouvrages ou d'articles de référence ou si vous connaissez des sites web de qualité traitant du thème abordé ici, merci de compléter l'article en donnant les références utiles à sa vérifiabilité et en les liant à la section « Notes et références ».
Albums de Arab Strap
The Week Never Starts Round Here Mad for Sadness
Philophobia est un album du groupe Arab Strap sorti en 1998.
La pochette de l'album, conçue par Marianne Greated, représente la petite amie du leader Aidan Moffat posant nue.

## Liste des pistes
Les treize pistes de cet album sont :
Toutes les chansons sont écrites et composées par Malcolm Middleton et Aidan Moffat, sauf indication contraire.
| No  | Titre                                | Auteur                                        | Durée |
| --- | ------------------------------------ | --------------------------------------------- | ----- |
| 1.  | Packs of Three                       |                                               | 3:23  |
| 2.  | Soaps                                |                                               | 4:16  |
| 3.  | Here We Go                           |                                               | 5:04  |
| 4.  | New Birds                            |                                               | 6:27  |
| 5.  | One Day, After School                |                                               | 5:01  |
| 6.  | Islands                              |                                               | 3:42  |
| 7.  | The Night Before the Funeral         |                                               | 4:51  |
| 8.  | Not Quite a Yes                      |                                               | 3:42  |
| 9.  | Piglet                               |                                               | 6:48  |
| 10. | Afterwards                           | Malcolm Middleton, Aidan Moffat, Adele Bethel | 4:23  |
| 11. | My Favorite Muse                     |                                               | 5:03  |
| 12. | I Would've Liked Me a Lot Last Night |                                               | 7:26  |
| 13. | The First Time You're Unfaithful     |                                               | 5:38  |